# Verkiezingen voor het Europees Parlement 2024/Kandidatenlijst/SP

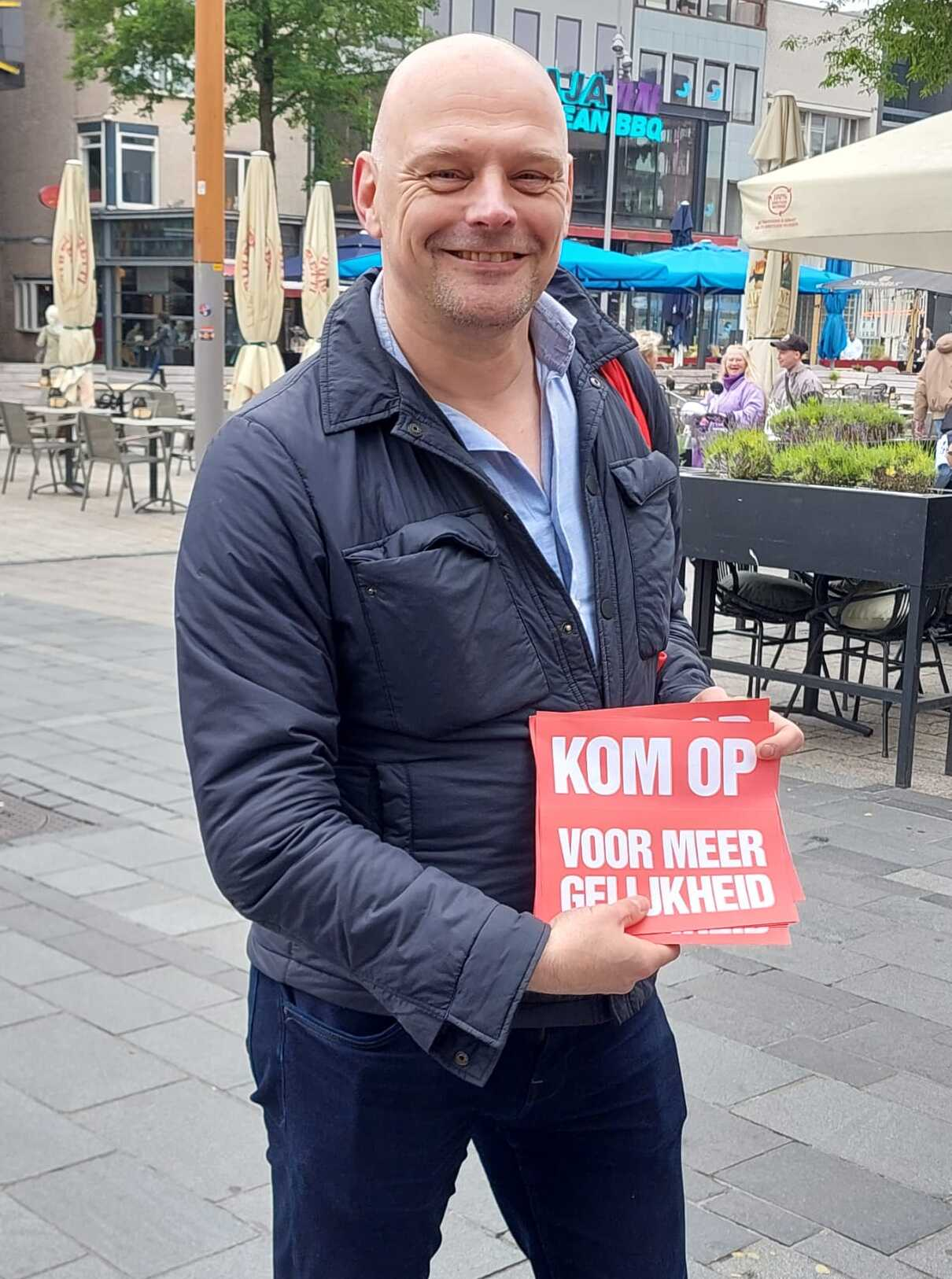
Lijsttrekker Gerrie Elfrink voert campagne in Almere (1 juni 2024)

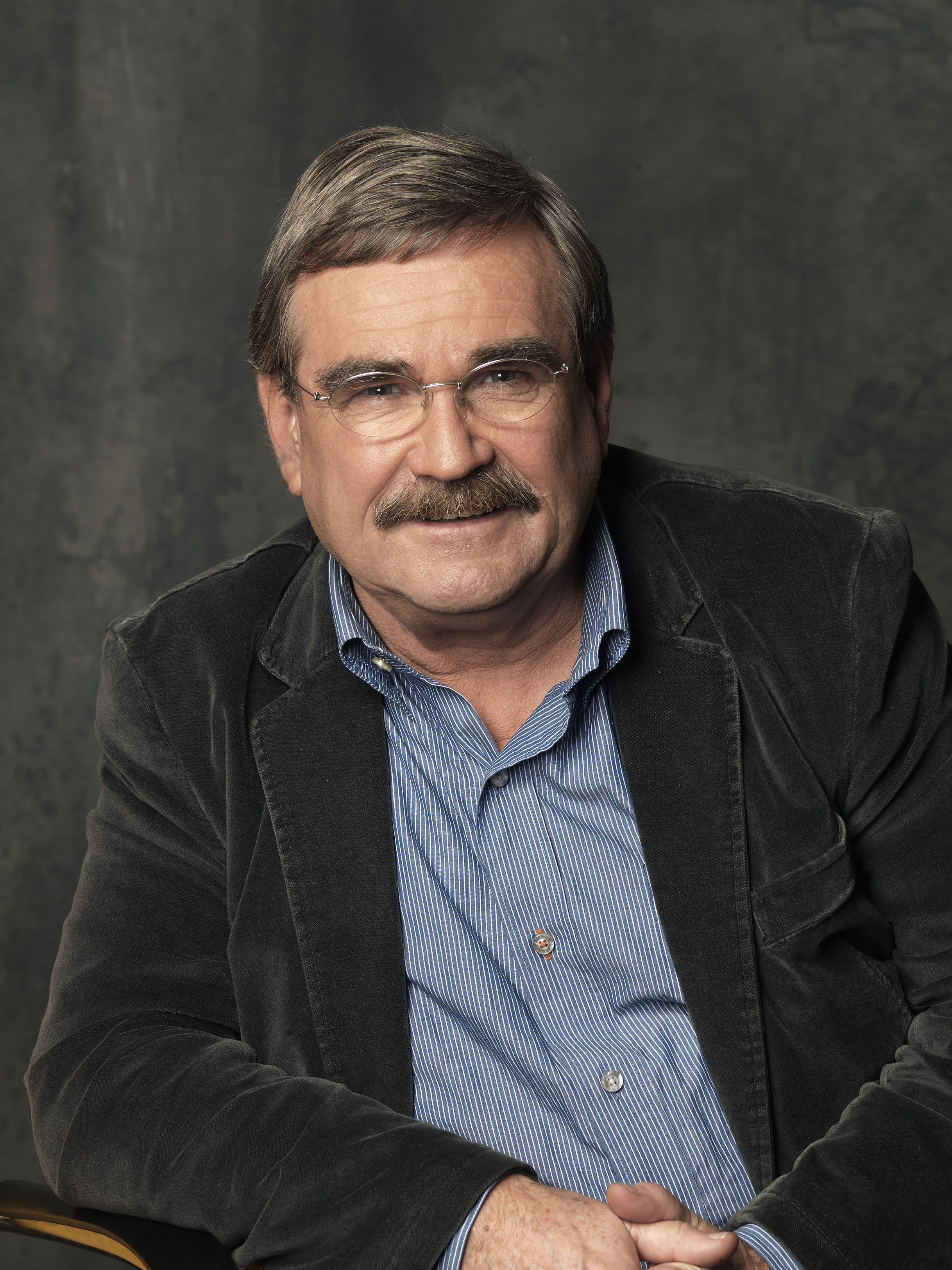
Oud-Kamerlid Remi Poppe is lijstduwer (foto uit 2006)

De kandidatenlijst voor de verkiezingen voor het Europees Parlement 2024 in Nederland van de Socialistische Partij (SP) is de lijst zoals die werd vastgesteld door het partijcongres van de SP en na controle goedgekeurd door de Kiesraad.

## Achtergrond
De conceptlijst werd op 21 december 2023 gepubliceerd op de website van de SP. Tijdens een partijcongres op 2 maart 2024 werd de kandidatenlijst definitief vastgesteld. Na controle werd de lijst op 29 april 2024 goedgekeurd en toegelaten door de Kiesraad.
De lijsttrekker van de SP is de voormalige Arnhemse wethouder Gerrie Elfrink. Op de tweede plaats staat de Friese milieuactiviste en docent bio-informatica Fenna Feenstra. De SP heeft sinds 2019 geen zetels meer in het Europees parlement, maar wil als waakhond in Brussel ten minste één zetel halen. De partij zal bij zetelwinst deel gaan uitmaken van de Europese fractie Links in het Europees Parlement.
Op de lijst staan onder anderen oud-politici Anne-Marie Mineur (Europees Parlement), Meta Meijer en Bob Ruers (Eerste Kamer) en Peter Kwint en Henk van Gerven (Tweede Kamer). De lijstduwer is het 85-jarige oud-Kamerlid Remi Poppe.

## De lijst
- schuin: voorkeurdrempel overschreden

| Plek | Naam                        | Woonplaats         | Geb. jaar | Stemmen | Gekozen |
| ---- | --------------------------- | ------------------ | --------- | ------- | ------- |
| 1.   | Gerrie Elfrink              | Arnhem             | 1974      | 69.808  |         |
| 2.   | Fenna Feenstra              | Garrelsweer        | 1970      | 30.643  |         |
| 3.   | Bram Roovers                | Den Bosch          | 1999      | 3.823   |         |
| 4.   | Anne Cramer                 | Den Haag           | 1998      | 4.131   |         |
| 5.   | Vera Inekci                 | Vilvoorde (België) | 1990      | 1.505   |         |
| 6.   | Ben van Gils                | Antwerpen (België) | 1981      | 400     |         |
| 7.   | Anne-Marie Mineur           | De Bilt            | 1967      | 1.370   |         |
| 8.   | Meltem Okcu                 | Capelle a/d IJssel | 1985      | 2.372   |         |
| 9.   | Oscar van Raak              | Breda              | 2000      | 1.407   |         |
| 10.  | Sebastiaan van den Hout     | Den Haag           | 1993      | 277     |         |
| 11.  | Janet Ramesar               | Den Haag           | 1985      | 1.103   |         |
| 12.  | Michel van Winden           | Den Haag           | 1966      | 158     |         |
| 13.  | Emin Başoğlu                | Rotterdam          | 1991      | 1.583   |         |
| 14.  | Heidi Bouhlel               | Landsmeer          | 1976      | 451     |         |
| 15.  | Jamila Yahyaoui             | Utrecht            | 1983      | 3.051   |         |
| 16.  | Debbie van Dijk             | Zutphen            | 1998      | 1.884   |         |
| 17.  | Denise Melchers-van Sluis   | Emmeloord          | 1989      | 613     |         |
| 18.  | Ger van Unen                | Kloosterzande      | 1959      | 487     |         |
| 19.  | Vincent Mulder              | Hengelo (Ov.)      | 1959      | 953     |         |
| 20.  | Meta Meijer                 | Den Haag           | 1969      | 287     |         |
| 21.  | Thom Smit                   | Harlingen          | 1997      | 2.686   |         |
| 22.  | Tiers Bakker                | Amsterdam          | 1969      | 684     |         |
| 23.  | Marieke Alleman             | Den Haag           | 1996      | 313     |         |
| 24.  | Peter Kwint                 | Amsterdam          | 1984      | 1.131   |         |
| 25.  | Bob Ruers                   | Sittard            | 1947      | 997     |         |
| 26.  | Jorge Wolters Gregório      | Roermond           | 1982      | 634     |         |
| 27.  | Paul Geurts                 | Horst              | 1952      | 706     |         |
| 28.  | Lisanne Zandvliet-Oldenkamp | Beilen             | 1995      | 1.202   |         |
| 29.  | Henk van Gerven             | Oss                | 1955      | 888     |         |
| 30.  | Remi Poppe                  | Vlaardingen        | 1938      | 1.431   |         |

GROENLINKS / Partij van de Arbeid (PvdA) ·
VVD · 
CDA - Europese Volkspartij · 
Forum voor Democratie ·
D66 ·
Partij voor de Dieren ·
50PLUS ·
PVV (Partij voor de Vrijheid) ·
JA21 ·
NL PLAN EU  ·
ChristenUnie ·
Staatkundig Gereformeerde Partij (SGP) ·
BBB ·
Meer Directe Democratie ·
SP (Socialistische Partij) ·
vandeRegio ·
Volt Nederland ·
Belang Van Nederland (BVNL) ·
NSC ·
Piratenpartij - De Groenen ·